# Hipótesis yê-pano-caribe
La hipótesis yê-pano-caribe es una propuesta de familia lingüística propuesta por Joseph Greenberg (1987) sobre la base de algunas similitudes léxicas menores. Al igual que otras propuestas del mismo autor referentes a lengua de América, esta hipótesis tiene baja aceptación y se considera que la evidencia en su favor es muy débil.
Es interesante notar que de todas maneras con una evidencia más cuidada y sobre la base de irregularidades morfológicas compartidas, los lingüistas brasileños Aryon Rodrigues y Eduardo Ribeiro han propuesto que las lenguas yê, las lenguas pano-tacanas y las lenguas caribes podrían estar emparentadas en última instancia. La irregularidades morfológicas compartidas son una característica diagnóstica mucho más fiable que las similarirdades léxicas aisladas, ya que es muy improbable que tres familias de lenguas desarrollen de manera independiente irregularidades del mismo tipo, precisamente porque el cambio lingüístico tiende a la regularización por analogía morfológica.
- Datos: Q9003981